# Trichomma babai
Trichomma babai là một loài tò vò trong họ Ichneumonidae.